# Форум музики молодих
Форум музики молодих — міжнародний український музичний фестиваль.
Фестиваль проводиться раз в два роки в м.Києві наприкінці квітня — початку травня. Програму фестиваля складають переважно твори молодих українських та зарубіжних композиторів. Концерти фестивалю проводяться в Колонному залі Національної філармонії України, Великому та Малому залі НМАУ, Будинку органної музики, Будинку вчених, інших залах. Концерти розпочинаються о 12.00, 16.00 та 19.00. У фестивалі беруть участь українські та зарубіжні музичні колективи, перевагу надається молодим виконавцям. В рамках форуму проводиться конкурс студентів-композиторів «GRADUS ad PARNASUM». Твори переможців конкурсу виконуються на Форумі.
Ініціатор та музичний директор фестивалю — український композитор С.Пілютіков.